# Sematophyllum dubium
Sematophyllum dubium är en bladmossart som beskrevs av Brotherus 1925. Sematophyllum dubium ingår i släktet Sematophyllum och familjen Sematophyllaceae. Inga underarter finns listade i Catalogue of Life.